# シビュラ

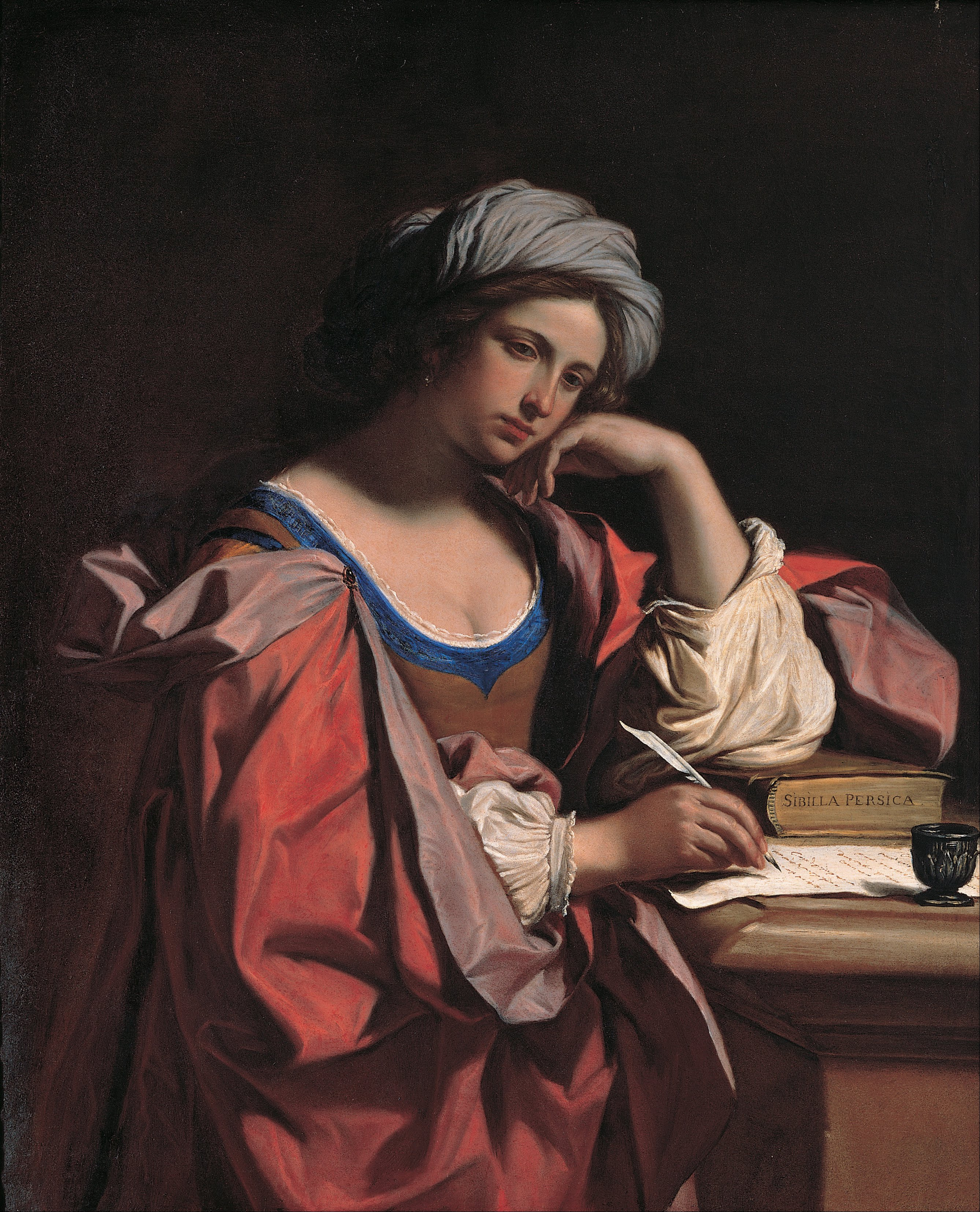
ペルシアのシビュラ。グエルチーノ画。

シビュラ（希: σίβυλλα、英: Sibyl）とは、主にアポローンの神託を受け取る古代の地中海世界における巫女のこと。シビラ、シビュッラ、シビュレーとも呼ばれる。

## 概要
「シビュラ」は本来的には固有名詞だったとされ、紀元前7世紀から前6世紀頃のイオーニアに起源があったとも言われている。ただし、現在確認されている最古の言及は紀元前5世紀のヘーラクレイトスのものとされる。エウリーピデース、アリストパネース、プルータルコス、プラトーンら、シビュラに言及した初期の思想家たちは常に単数で語っていたが、後には様々な場所に住むといわれるようになった。タキトゥスは複数いる可能性を示し、パウサニアスは4人とした。
ラクタンティウスはマルクス・テレンティウス・ウァロ（紀元前1世紀）からの引用として、10人のシビュラ、すなわちペルシアのシビュラ、リビュアのシビュラ、デルポイのシビュラ、キメリアのシビュラ、エリュトライのシビュラ、サモスのシビュラ、クーマエのシビュラ、ヘレースポントスのシビュラ、プリュギアのシビュラ、ティーブルのシビュラを挙げた。
ローマで最も尊ばれたのは、クーマエとエリュトライのシビュラであった。
なお、中世後期になるとフィリッポ・バルビエーリのアウグスティヌスやヒエロニュムスを論じた著書（1481年）のように、エウロパのシビュラとアグリッパのシビュラを追加して、12人とする文献も現われた。ただし、その後常に12人として受容されていたわけではなく、フランソワ・ラブレーの『第三の書』では10人のシビュラを前提として、女預言者を11番目のシビュラか第2のカッサンドラーかと表現した箇所がある。
ルネサンス期以降、後述する『シビュラの託宣』とそれを引用した教父の著書の影響で、美術上のモチーフとしても好まれた。ことにミケランジェロ・ブオナローティは、システィーナ礼拝堂のフレスコ画に単なる女性像を超越したシビュラを力強く描き出し、その後のシビュラのイメージに強い影響を与えた。彼がシスティーナ礼拝堂天井画に描いたのは、デルポイのシビュラ、リビアのシビュラ、ペルシアのシビュラ、クーマエのシビュラ、エリュトライのシビュラの5人である。
シビュラ像はヴァティカン宮殿にあるユリウス2世の図書室やシエナ大聖堂の舗床にも描かれている。後者を手がけたのはマッテオ・ディ・ジョヴァンニ (Matteo di Giovanni) である。
ルネサンス期に様々な記念作品に描かれたシビュラは、聖書に登場する預言者たちのように、キリストの降誕を預言する存在として描かれている。そうしたシビュラの姿は上記のほかにも、ロレントのサンタ・カーサではジャコモ・デッラ・ポルタが、サンタ・マリア・デッラ・パーチェ教会ではラファエロ・サンティが、ヴァティカン宮殿のボルジアの間ではピントゥリッキオ が、それぞれ描き出している。
19世紀になると、フランスの歴史家ジュール・ミシュレが、ヨーロッパの魔女の起源を、シビュラ信仰に求めている。

## 各地のシビュラ

### ペルシアのシビュラ
ペルシアのシビュラは、アレクサンドロス大王に仕えていたニカノル (Nicanor) の著書『マケドニアのアレクサンドロスの業績』 (Res gestas Alexandri Macedonis) で言及されている。ヘブライ、カルデア、バビロニア、エジプトなどのシビュラとも同一視される。

### リビアのシビュラ

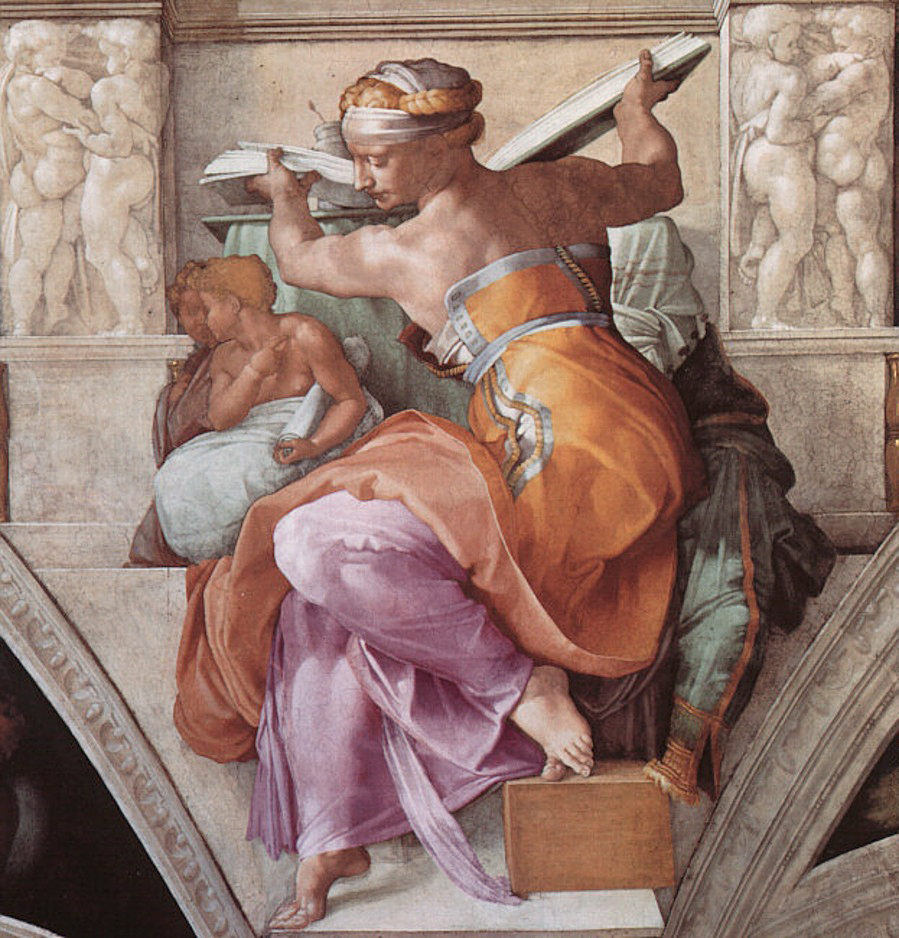
ミケランジェロが描いた『リビアの巫女』。システィーナ礼拝堂天井画。

リビアのシビュラは古代のシワ・オアシスでゼウス・アモンの神託を司る女性預言者である。シワ・オアシスはエジプト西部とされるが、その場所は不確実である。そこでの神託は、アレクサンドロス大王がエジプト征服後に参照した。
リビアのシビュラの母はギリシア神話に登場する半人半蛇のラミアーとされ、エウリーピデースも悲劇『ラミア』 (Lamia) の序文で触れている。パウサニアースは最も古いシビュラと位置付けている。

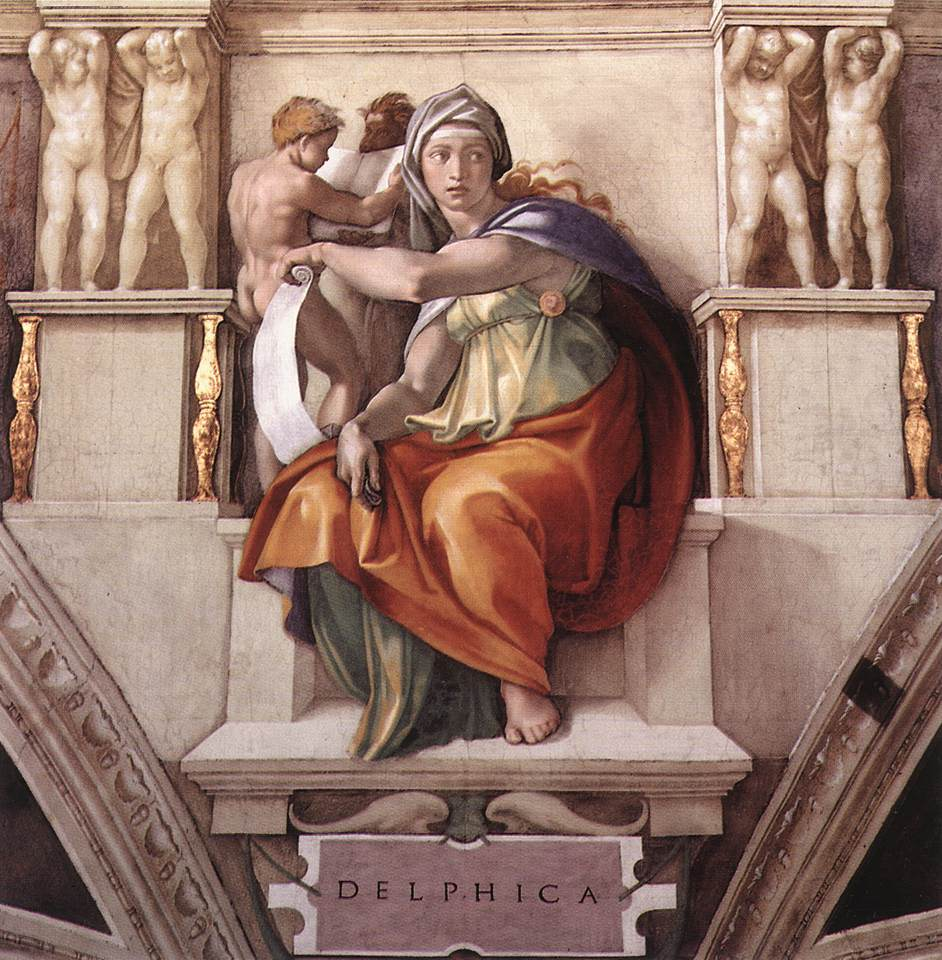
同じくミケランジェロが描いた『デルポイの巫女』。システィーナ礼拝堂天井画。

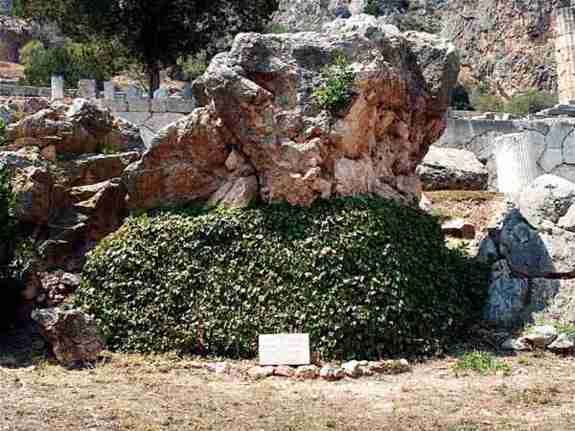
シビュラが預言したとされる岩場。

### デルポイのシビュラ
デルポイのシビュラは、パルナッソスの山腹にあるデルポイのアポローンの聖域で予言する伝説的存在である。デルポイといえばアポローンの巫女であるピューティアが下す神託が有名であり、しばしば両者が混同されるが、ピューティアとシビュラは別の存在である。
パウサニアスは、デルポイのシビュラが人間の男性とニンフの娘の間に生まれたと主張していた。異伝では、アポローンの妹ないし娘とも伝えられている。さらに別の所伝では、彼女はガイアから直接予言の才を与えられたとされる。ガイアは娘テミスにそれを授け、テミスはポイベーにそれを渡していた。
プルータルコスはシビュラの中で彼女を最初のものと位置づけた。

### キメリアのシビュラ
キメリアのシビュラはナエウィウス (Naevius) の『ポエニ戦役』 (Bellum Punicum) やピソの年代記などで言及されている。一説ではシビュラの息子はエウアンドロスと伝えられ、彼はローマに「ルペルカル」 (Lupercal) と呼ばれる牧神パーンを祭った社を根付かせたとされる。
シエナ大聖堂に描かれたキメリアのシビュラに刻まれた碑銘では、『シビュラの託宣』に見られるキリストの復活の予言が、彼女に帰せられている。

### エリュトライのシビュラ
エリュトライはキオスの対蹠にあたるイオーニアの都市である。その都市にもシビュラがいたと伝えられている。 エリュトライのアポロドロス (Apollodorus of Erythrae) はエリュトライのシビュラについて、彼女がエリュトライの人物であることと、トロイア戦争について予言し、トロイアに行軍していたギリシア人たちに対し、トロイアが破壊されるであろうこととホメーロスが嘘を書くであろうことを予言したと断言した。
古代のキリスト教父ラクタンティウスは、後述する『シビュラの託宣』の断片を引用する際には、それを常にエリュトライのシビュラに帰していた。

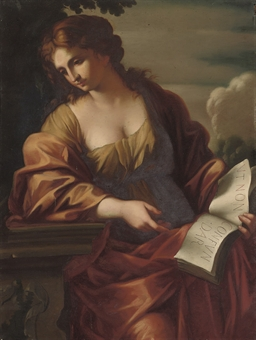
コルトーナが描いたサモスのシビュラ。

### サモスのシビュラ
サモスのシビュラはサモス島の古い年代記で言及があったといい、エラトステネスはそれに基づいて報告した。

### クーマエのシビュラ
クーマエのシビュラはローマ神話に登場する女性で、アポローンから予言の才と1000年の命を与えられたが、若さを保てるようにしてもらうことを忘れたため、年老いて萎んでいったとされる。
ウェルギリウスには、アエネーアースの冥界への旅路に同伴した女性として描かれた。ほかに、ウェルギリウスは『牧歌』において、クーマエのシビュラの予言として神童と黄金時代の到来を歌い上げた。この予言は、古代から中世のキリスト教社会では、キリストの降誕を予言したものとして広く知られた。
さらに、ハリカルナッソスのディオニュシオス、ウェルギリウス、ラクタンティウスなどは、『シビュラの書』をローマに持ち込んだのがクーマエのシビュラだったとして、以下のように伝えている。
クーマエのシビュラがローマ王タルクィニウス（タルクィニウス・プリスクスないしタルクィニウス・スペルブス）に、9巻本の託宣を900ピリッポスで売ろうと持ちかけた。タルクィニウスがその法外な高さを理由に断ると、彼女は3巻分を焼き捨てて残りを再び900ピリッポスで売ると言い出した。それも断られると彼女はさらに3巻分を焼き、残りを900ピリッポスで売ると言った。王はその提案に興味を持ち（あるいは動転のあまりに）、それを受け入3巻分を言い値で買い取った。

### ヘレースポントスのシビュラ
ヘレースポントスのシビュラはソロンとキュロス2世の時代にマルペッソスで暮らしていたとされる。「シビュラ」は本来、彼女を指す固有名詞であったとも言われる。伝説上、『シビュラの書』を作成したのは彼女である。

### プリュギアのシビュラ
プリュギアのシビュラはアンキューラで活動したというが、ヘレースポントスのシビュラが二重写しにされただけとも言われる。

### ティーブルのシビュラ
ティーブルのシビュラは、ティーブル（現ティーヴォリ）で女神として尊崇されていたとされ、中世に流布した伝説では、アウグストゥスに対してキリストの降誕があったその日に、皇帝よりも偉大な存在が生まれたと予言したことになっている。
彼女の名で「終末の皇帝」を描き出した予言書が4世紀後半頃に作成され、『メトディウスの予言書』などにもそのイメージが踏襲されて広まった。ティーブルのシビュラに仮託されたその予言書は、近世になっても『ミラビリス・リベル』に再録されるなど、予言的言説の中では影響力を保った。

## シビュラの書
『シビュラの書』は古代ローマで尊重されていた神託集である。すでに述べたように、伝説上、ヘレースポントスで作成されたことになっており、エリュトライ、クーマエを経由してローマに持ち込まれたことになっている。
この神託書はカピトーリウムの丘にあったユーピテル神殿に保管され、限られた聖事担当官のみが参照し、天災や伝染病に際し、神の怒りをどのように解くべきかの方途を探ったとされる。
当初の『シビュラの書』は紀元前83年に焼失したが、その後シビュラの予言とされるものが各地から集められて、新しい『シビュラの書』が編纂された。こちらは紀元前12年以降、パラティウムの丘のアポローン神殿に保管されていたが、最終的には5世紀初頭にスティリコに焼き捨てられた。

## シビュラの託宣
上記『シビュラの書』の名声にあやかって偽作された予言書が『シビュラの託宣』である。これは紀元前2世紀以降のユダヤ教徒が作成し始めたもので、のちにキリスト教徒たちも大きく関与した。
結果として、『創世記』や正典の福音書に依拠した部分も多く、一神教的でない起源を持つ本来の『シビュラの書』とは全く別のものになっている。しかし、ここから22人に及ぶ古代の教父たちがキリスト教的な預言として引用したため、キリスト教世界でも、シビュラは異教徒の世界においてキリストの降誕を予言した女預言者というイメージが広まった。それによって上述のとおり、シビュラはキリスト教美術の題材として、教会建築物にも取り込まれていったのである。